# Albula-hágó

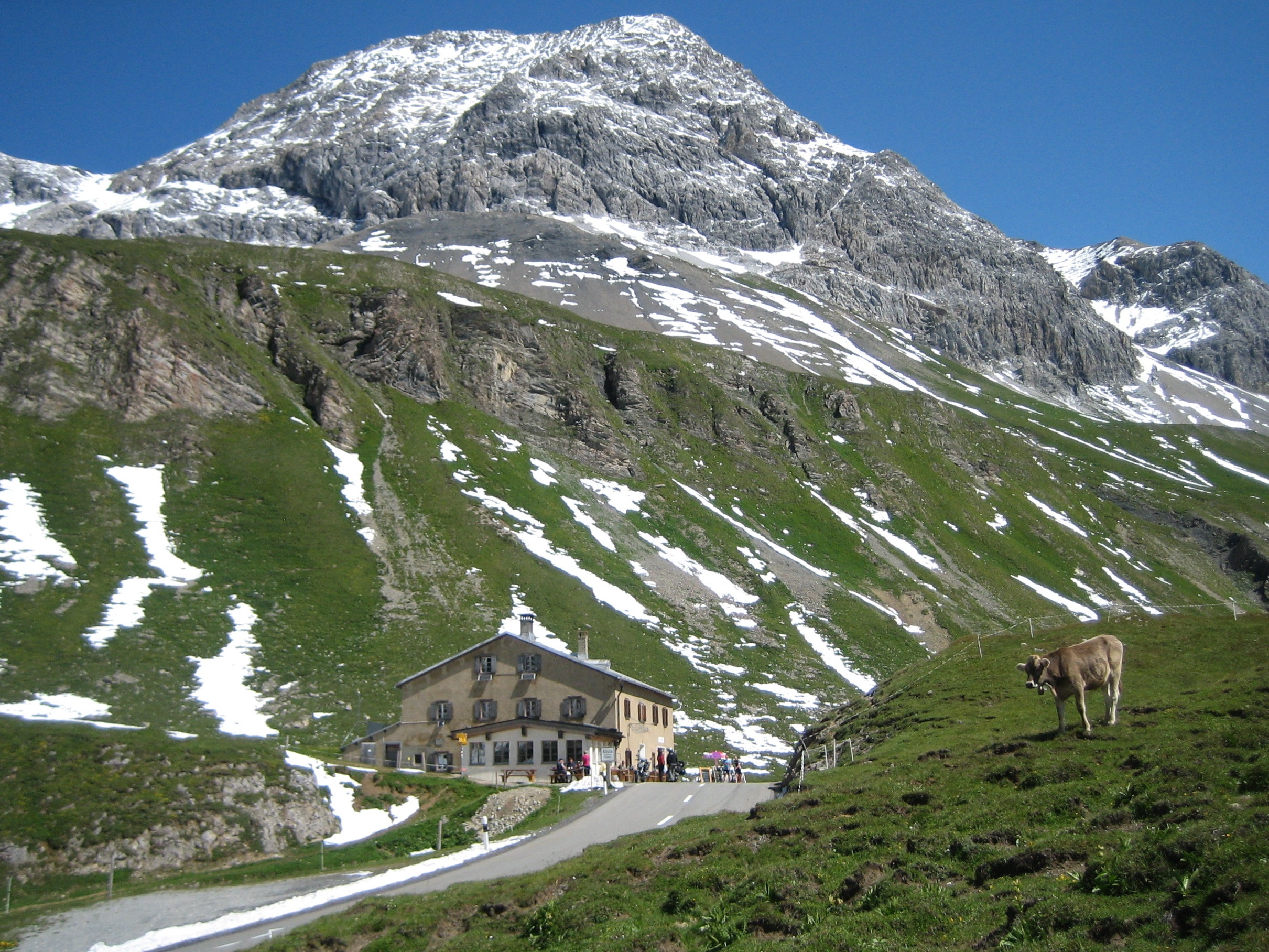
Albula-hágó

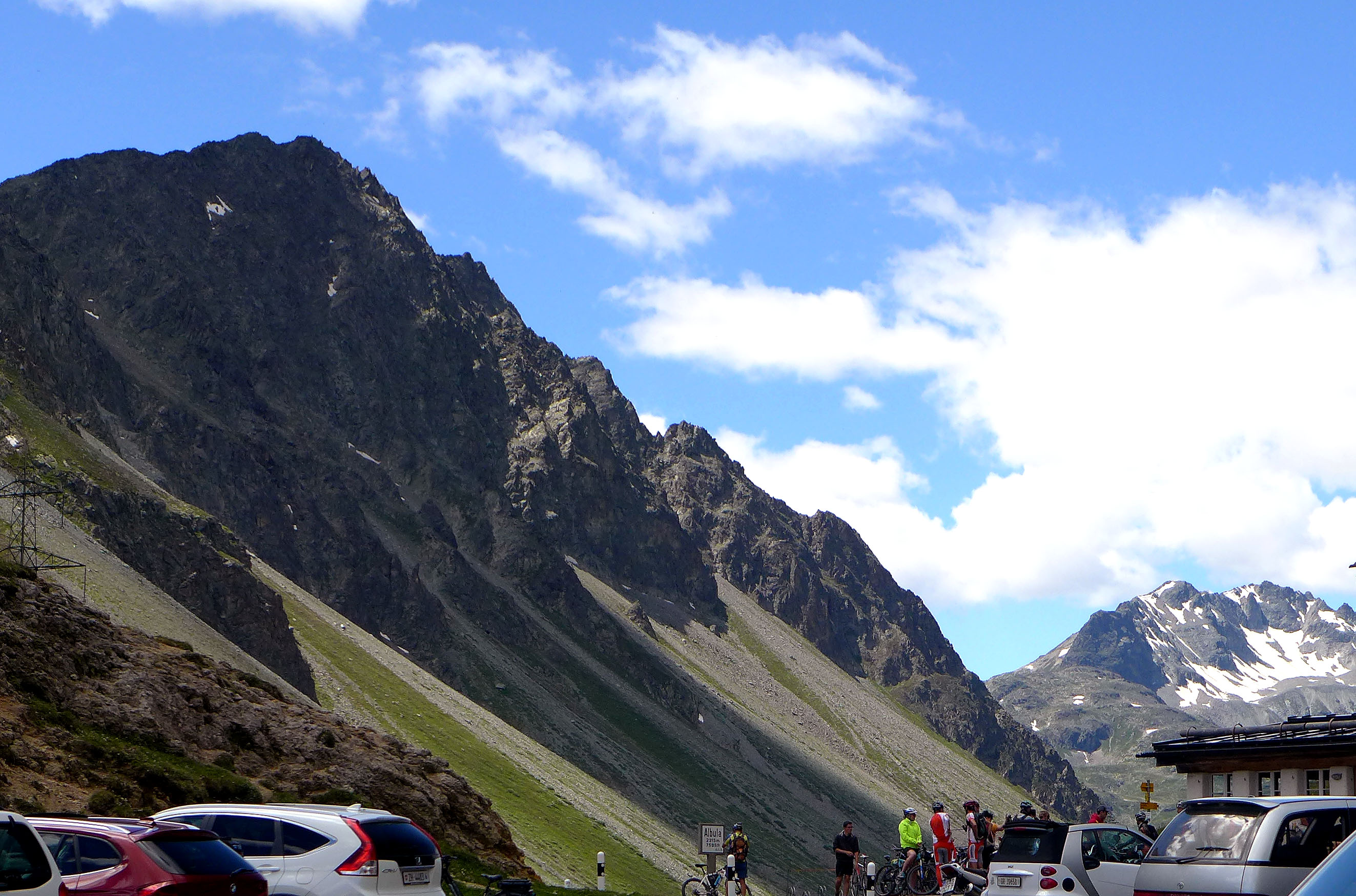
Albula-hágó

Az Albula-hágó (rätorom.: Passa da l’Alvara, németül: Albulapass, olaszul: Passo dal Albula) a svájci Graubünden kantonban levő 2315 m tszf. magasságban kialakított magashegyi hágó.

## Földrajz
Az Albula-hágóút és magashegyi hágó Geológiailag a Rätiai Alpok területe. A hágóutat északról a Bühlerhorn (2808 m), a gleccsersapkás Piz Kesch (3418 m), kissé távolabb a Hoch Ducan (3063 m), délről a Corn da Tinizong (3172 m), a Piz Ela (3339 m), Piz Ot (3246 m), kissé távolabb a Piz d'Err (3378 m) hegycsúcsai kísérik. A hágóút egyúttal vízválasztóként is jelentős (Jura–Maira–Pó és Adria, valamint az Inn–Duna–Fekete-tenger) vízgyűjtő területek elválasztása révén. Táji – és ezért fontos turisztikai-idegenforgalmi – jelentősége miatt megemlítendő, hogy olyan térségeket fűz fel, mint a Tiefencastel–Filisur körüli Bergün, (räti nyelven: Bravuorgn) és az Inn menti Engadin.

## Történelem
1695-ben, a mai úton fekvő bergüni települések finanszírozták az út legsúlyosabb részén – a Bergünerstein környékén történő útépítést, ahol a nehéz sziklarétegek miatt robbantásos technológia alkalmazására is szükség volt. A hágó és hágóút kiépítéséig a távolsági közlekedés a térségben levő két másik hágón – a Julier- és a Septimer-hágókon – keresztül bonyolódott. A hágóút költséges befektetésként kölcsön igénybevételével épült, amely következtében az azon áthaladó helyiek és málhás-kereskedőkre (mai fogalommal távolsági kereskedők) részére útvámot vetettek ki.
Ennek a fontos gazdasági tevékenységnek 1904-ben megnyílt Albula-vasút vetett véget. A helyi gazdasági körülmények azonban nem tudták „kitermelni” a felmerült jelentős költségeket, s ez mindaddig fennállt, amíg egy komoly struktúraváltás nem következett be, azzal, hogy az Albula-hágót és környékét a turizmus-idegenforgalom felfedezte és fellendítette.

## Közlekedés
Az Albula-hágó a 63. sz. közúton található, amely – mint hágóút - a hágóközeli települések (nyugaton: Preda, keleten: La Punt-Chaumes ch.) egymás közti közúti kapcsolatán kívül fontos összekötő és területfeltáró szerepet is betölt a Graubünden északi, nyugati határain futó főközlekedési utakkal (nyugaton a 13. és A-13. sz., északon a 28. sz. keleten a 27. sz. főközlekedési utakkal.
A hágóút térségében halad át a jellegzetes pályavonalon kialakított híres, világörökségi jegyzékbe is felvett keskeny-nyomtávú, ún. Bernina-vasút is. Az Albula-hágón található a Rhätischen Bahn mintegy 1800 m. magasságot áthidaló és 5865 méter hosszú Albula-Tunnel-je, amely ezekkel a méretekkel a legmagasabban fekvő alpesi hágónak számít.
A téli hónapokban az Albula-hágón áthaladó hágóút északi részén – Preda és Bergün között – egy 6 kilométeres úgynevezett Schnittelbahn működik. A magasságkülönbség itt 400 méter. A szánkóút mintegy 20 percet vesz igénybe. A szánkózók és utasok csoportját a két állomás között a Rhätische Bahn viszi át.

## Sport és idegenforgalom
A hágón áthaladó keskeny hágóút korábbi jelentősége az Albula-vasút megépülte után közúti közlekedési jelentőségében csökkent, amelyben fontos szerepe van annak is, hogy az év nagy részében (novembertől júniusig) hófúvás és lavinaveszély miatt nem használható. Ezen kívüli időben azonban a turista-idegenforgalom kedvelt útvonalának számít. Az évente megrendezésre kerülő Tour de Suisse egy etapja (szakasza) is áthalad a hágón.
A hágó északi részén található az ETH Zürich által üzemeltetett ’’ Alp-Weissenstein’’ kutatóállomás.

## Képgaléria

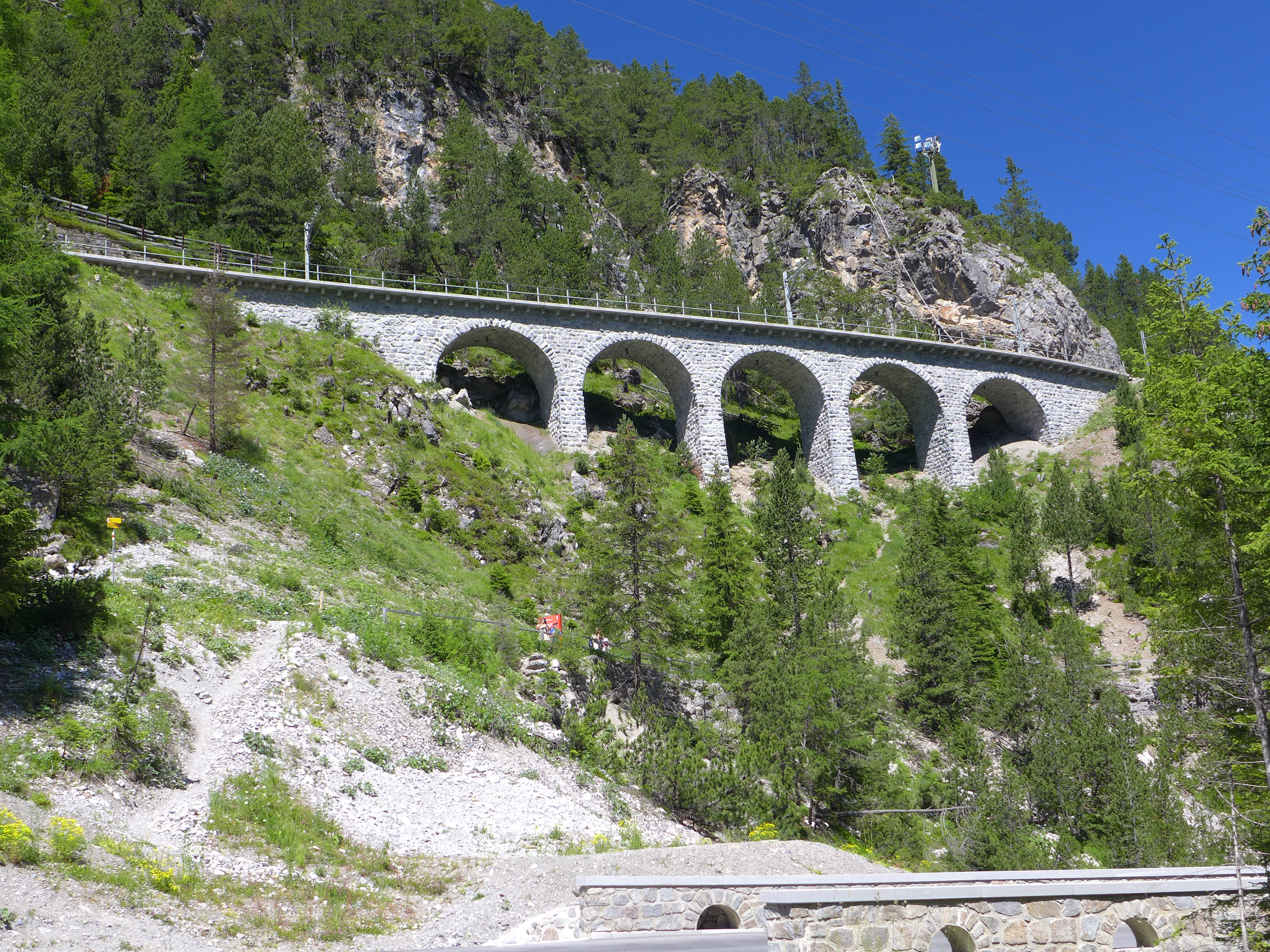
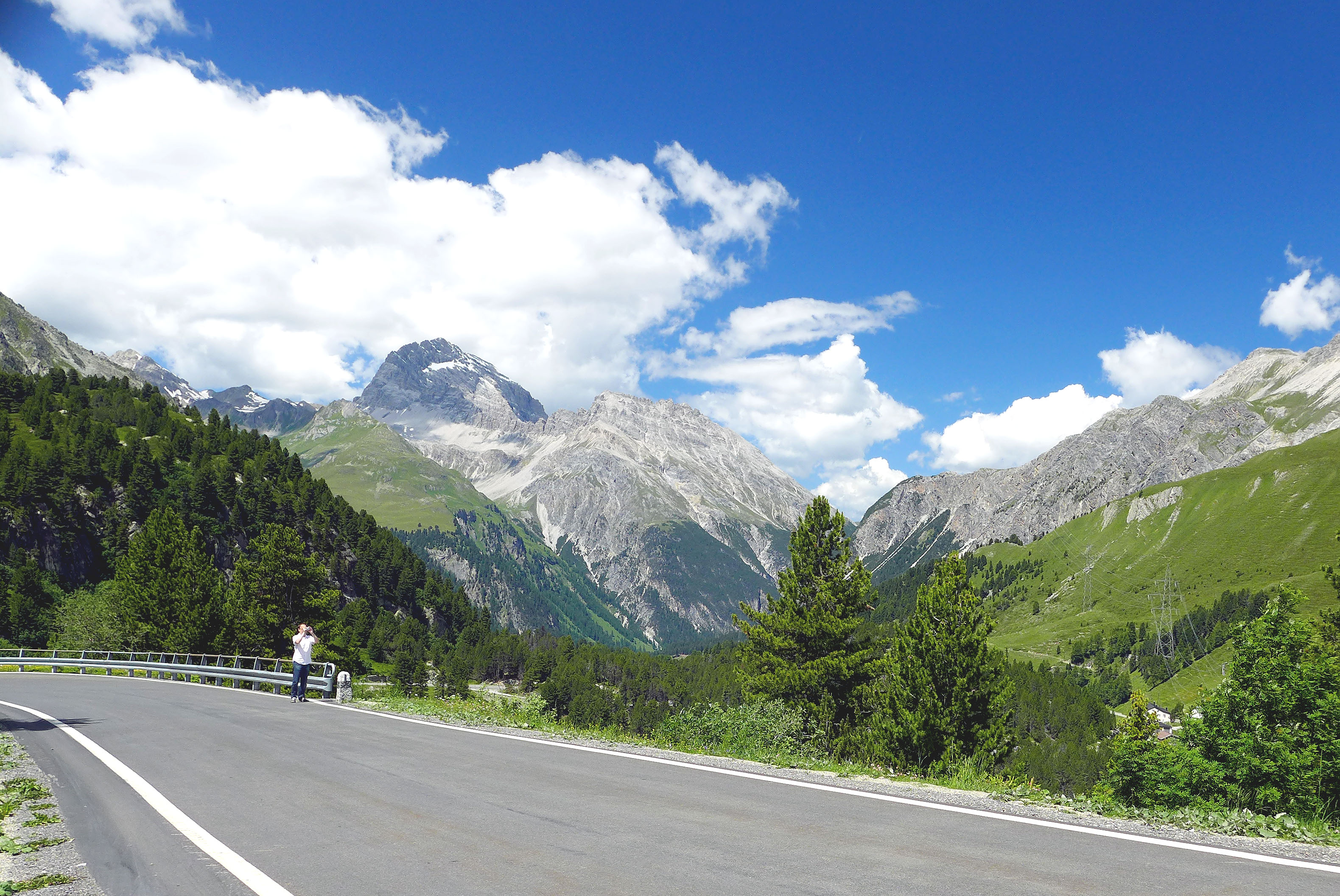
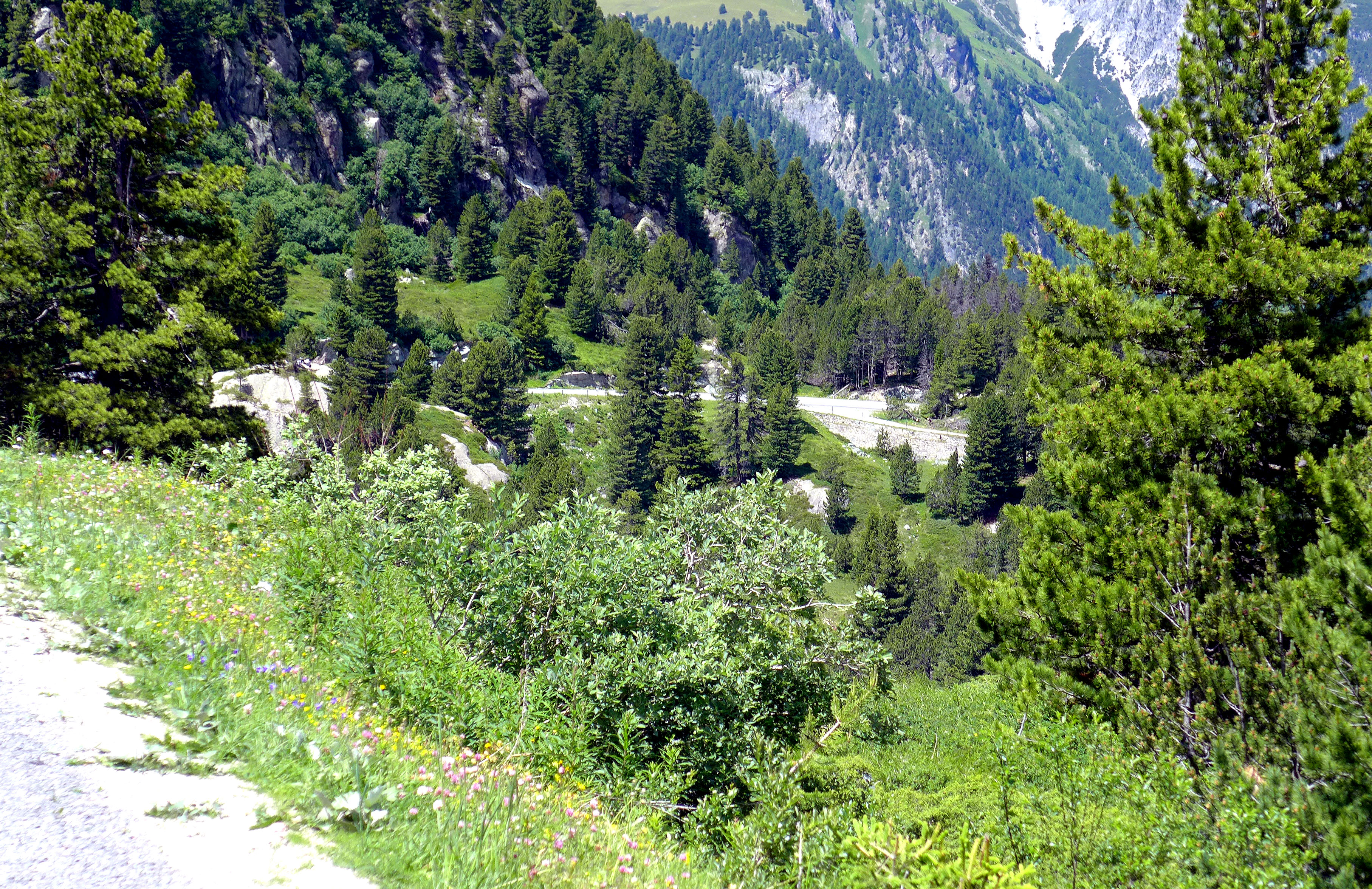
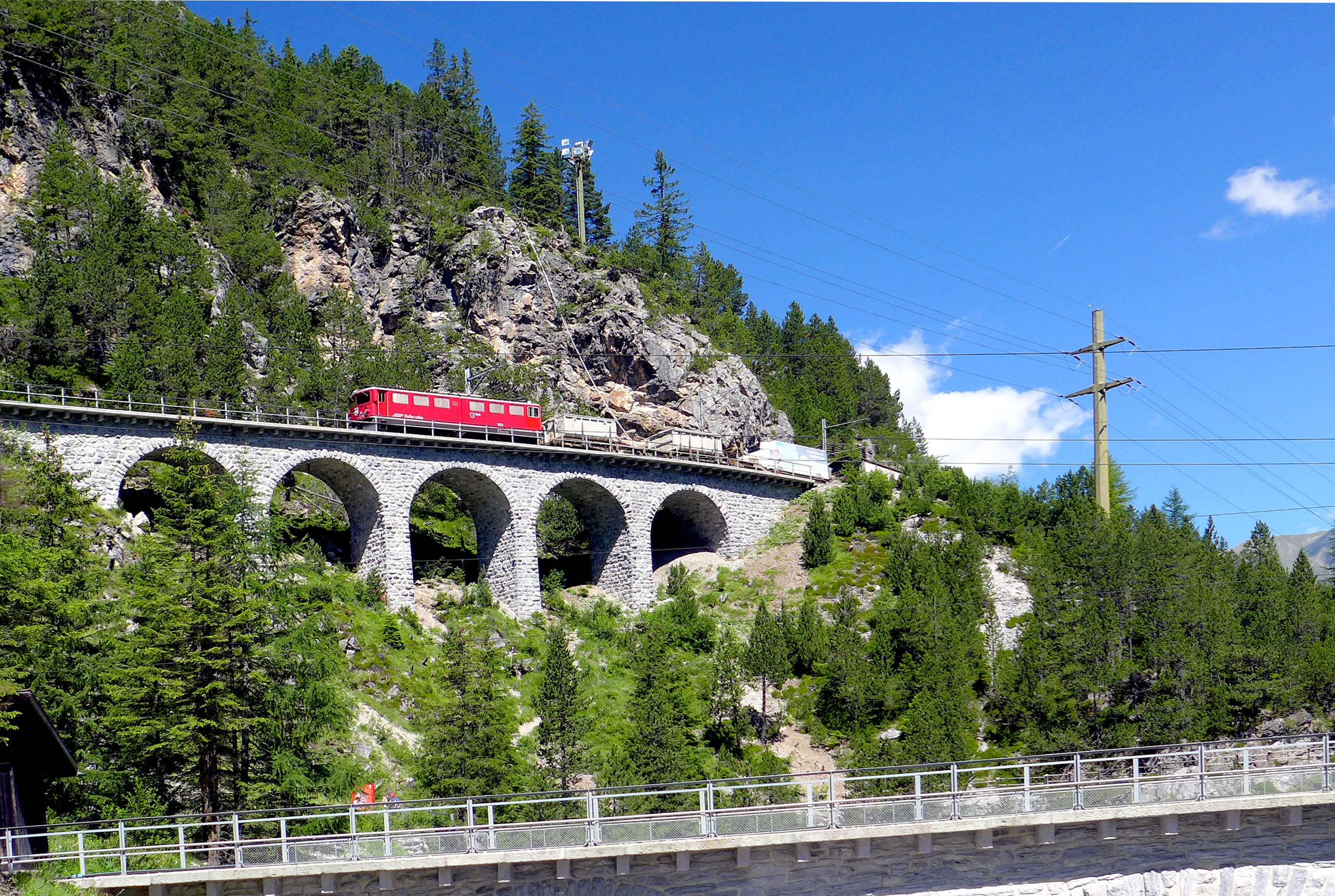
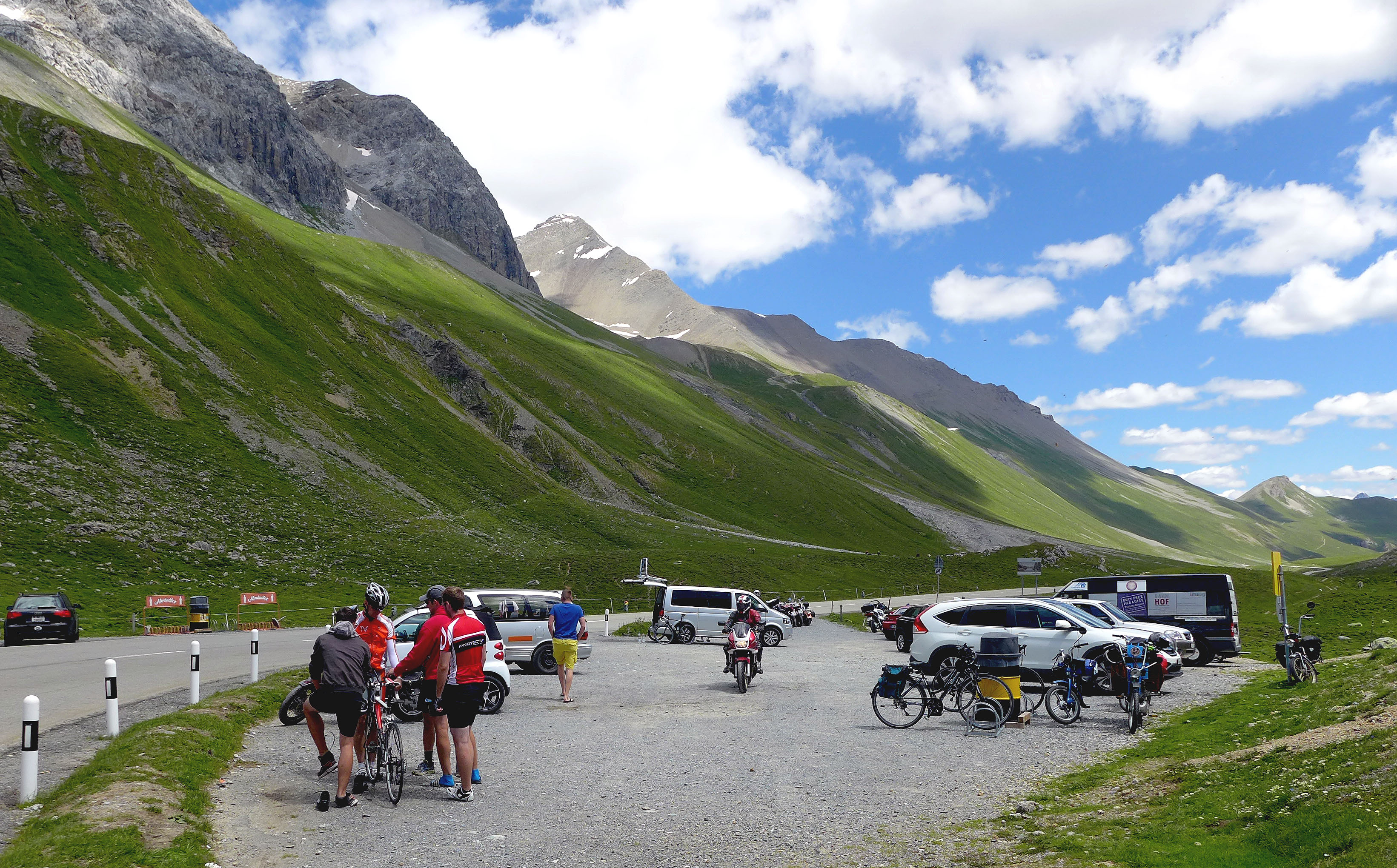
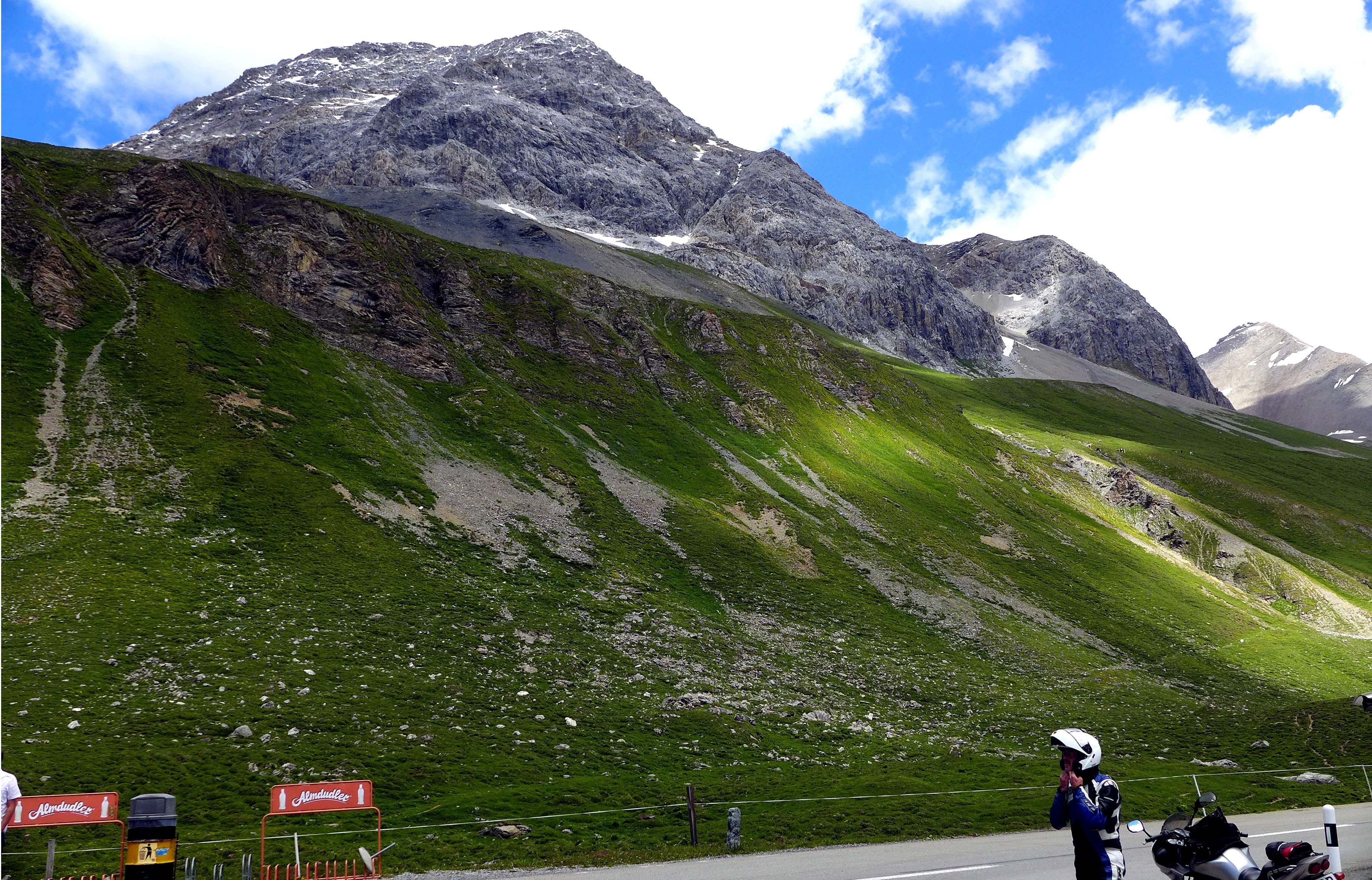
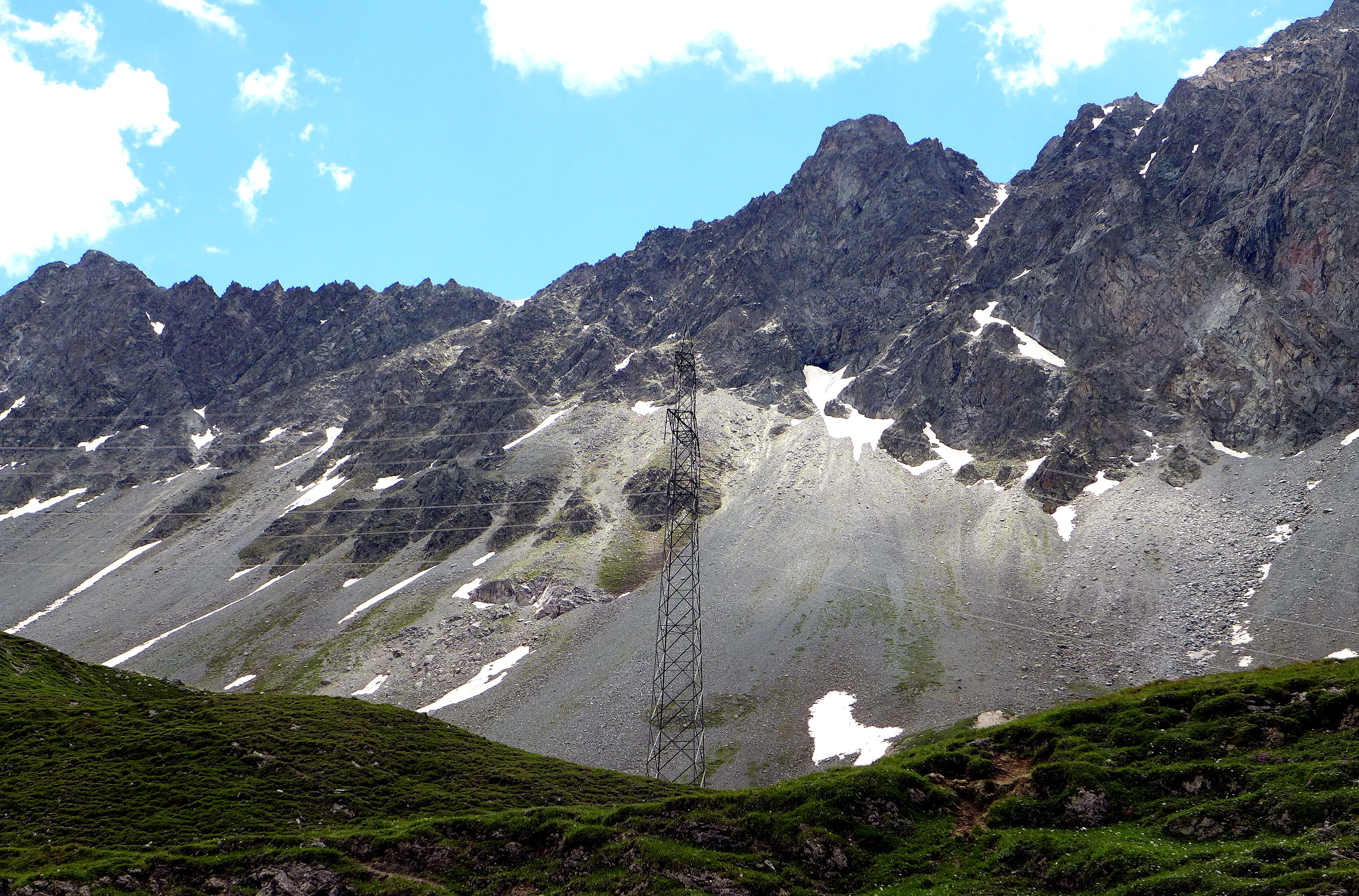

### Térképek

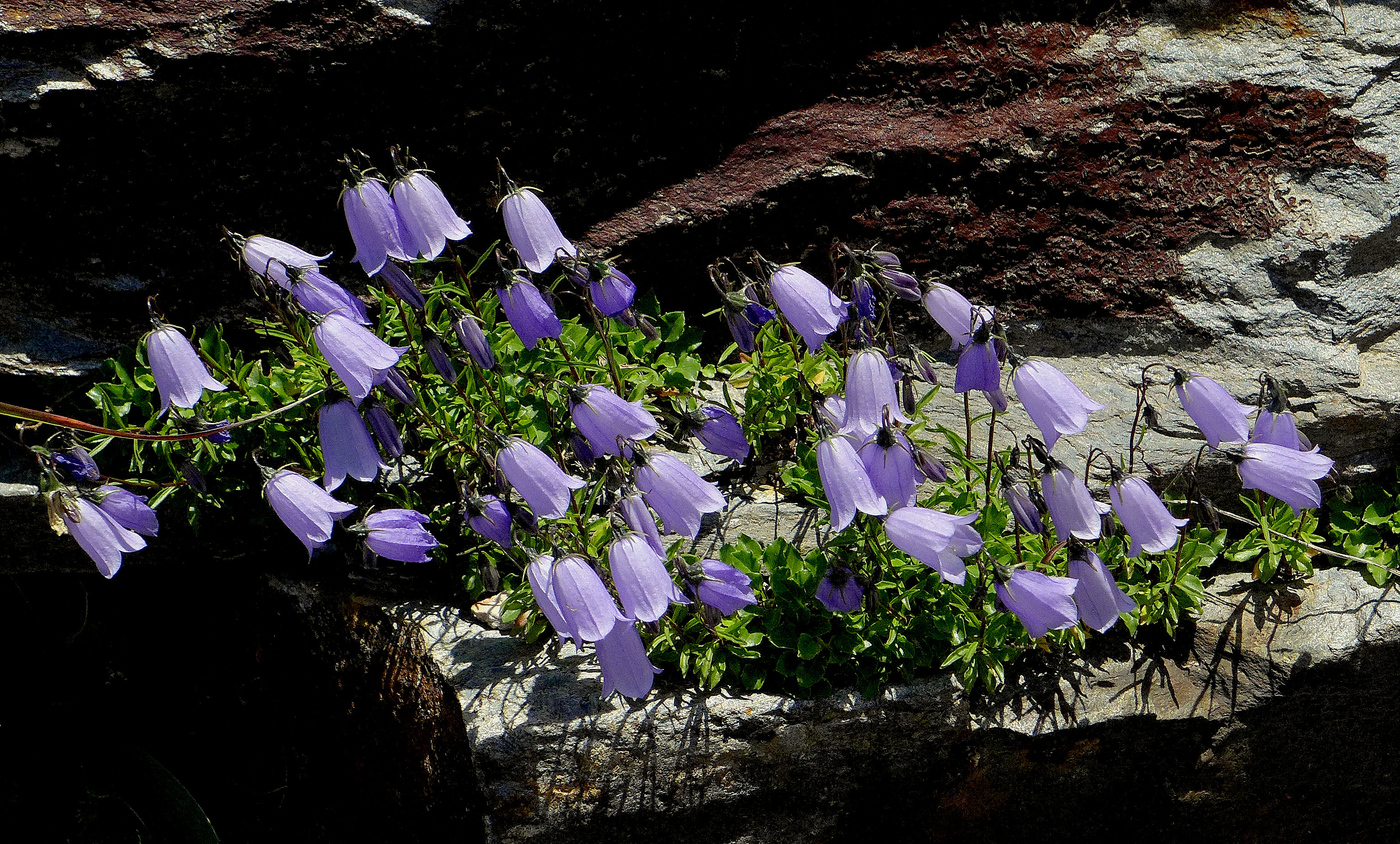
Encián- Emlék Albuláról